# 路易斯·费尔南多·莫斯克拉
路易斯·费尔南多·莫斯克拉（Luis Fernando Mosquera，1986年8月17日—）是一名哥伦比亚足球运动员，现在效力于民族竞技，司职攻击中场。

## 俱乐部生涯
莫斯克拉在奎迪奥开始职业足球生涯，2008年转会加盟圣菲独立，之后又被租借到麦德林独立和墨西哥球队恰帕斯美洲虎，2012年加盟民族竞技。
2013年1月24日，中国足球超级联赛升班马武汉卓尔宣布和莫斯克拉签约三年，转会费为200万美元。 但之后莫斯克拉要求再留队一年，转会被取消。

## 国家队生涯
2008年4月30日，莫斯克拉在哥伦比亚国家足球队和厄瓜多尔的友谊赛第80分钟替补登场，首次代表国家队亮相，并在比赛中射进一球，帮助哥伦比亚5比2击败对手。